# Carlos Giménez (Politiker)
Carlos Alcibiades Giménez Díaz (* 16. Juli 1972 in Choré, Departamento San Pedro) ist ein paraguayischer Politiker des Partido Colorado. Er wurde 2022 zum Senator gewählt und 2023 zum Landwirtschaftsminister von Paraguay ernannt. Seine Ernennung war das Ergebnis eines politischen Schachzugs, um im Senat Platz für den Sohn eines anderen Politikers aus dem Regierungslager zu schaffen. Giménez erzielte insbesondere durch seine zahlreichen Kontroversen mediale Aufmerksamkeit, durch seine „Kailasa“-Panne auch in den deutschen Medien.

## Leben

### Ausbildung und Karriere
Nach dem Besuch des Colegio Nacional in Choré und des Colegio Apostólico San José in Asunción studierte er Veterinärmedizin an der Katholischen Universität von Asunción. Laut Regierungswebsite wurde er anschließend von der landwirtschaftlichen Fakultät der Atatürk-Universität für Forschungen auf dem Gebiet der künstlichen Befruchtung eingeladen, war er dort von 2006 bis 2008 auch Fakultätsmitglied und trat bei verschiedenen internationalen Seminaren als Dozent auf, u. a. in Brasilien, England, Frankreich, Italien, Neuseeland, Rumänien, Ungarn und den USA (Alaska). Von 1997 bis 1999 war er Leiter der Landwirtschaftsabteilung des Departamento San Pedro. Von 2015 bis 2017 war er Bürgermeister von Choré, anschließend Gouverneur des Departamento San Pedro, bis er im August 2023 infolge politischer Intrigen zum Landwirtschaftsminister ernannt wurde. Ein Jahr zuvor war er bereits zum Senator gewählt worden. Er zeichnet sich bei Abstimmungen im Kongress durch seine erzkonservative Haltung aus. Er stimmte beispielsweise gegen den vom Abgeordneten Walter Harms eingebrachten Gesetzentwurf, der vorsah, den beim Sturz des Diktators Alfredo Stroessner am 2. und 3. Februar 1989 zu Schaden gekommenen Wehrdienstleistenden und anderen Opfern eine Entschädigung zu zahlen. Er brachte zudem, gemeinsam mit anderen Senatoren, einen Gesetzentwurf ein, der die Werbung und Förderung der „Gender-Ideologie“ sowie deren Unterricht in den Schulen des Landes verbieten soll.

### Kontroversen
2016 wurde Giménez von einem katholischen Pfarrer angezeigt, weil er im Pfarrhaus aus einer Pistole Schüsse auf ihn abgegeben hatte, die ihn nur knapp verfehlten, mit den Worten: „Warum magst du mich nicht?“, als er einen Streit schlichten wollte. Aufgeschreckte Nachbarn griffen anschließend ein und entrissen Giménez die Waffe. Später behauptete er, er habe gar nicht geschossen.
2017 stellte er sich gegen die Kandidatur von Santiago Peña als Präsident von Paraguay, insbesondere weil sich dieser in einem Interview offen für die Anerkennung der gleichgeschlechtlichen Ehe geäußert hatte. Daraufhin nahm Peña seine Position wieder zurück und erklärte, er sei missverstanden worden. Einige Monate später wurde Paraguay durch ein verbindliches Urteil des Interamerikanischen Gerichtshofs für Menschenrechte aufgefordert, diese anzuerkennen.
2019 wurde Giménez von Mitgliedern des Rates des Departamento San Pedro wegen illegaler Bereicherung mittels Phantom-Aufträgen der öffentlichen Hand, betrügerischer Vermietungen und fiktiver Beschaffung von Fahrzeugen, Maschinen, Treibstoff und Medikamenten, die nicht aufgefunden werden konnten, im Wert von 18 Milliarden Guaraníes angezeigt. Untersuchungen des Rechnungshofs ergaben, dass u. a. für den Bau von Brunnen 50 Millionen Guaraníes abgerechnet, aber keine gebaut wurden, für 99 Millionen Guaraníes Essenspakete für Indigene abgerechnet, aber keine geliefert wurden usw. Diese Befunde wurden einer Staatsanwältin vorgelegt, die den Fall aber anschließend nicht weiter bearbeitet hat. Ironischerweise sagte er später im Wahlkampf für den Senat: „Das Problem Paraguays ist die Straflosigkeit“ und bezog sich auf die weitverbreitete Korruption.
Als ihn 2020 ein Ratsmitglied des Departamentos wegen der Nutzung von staatlichen Maschinen für seinen privaten Gebrauch anzeigte, griff er auf dem Polizeikommissariat einen Journalisten tätlich an, anschließend auch einen Fotografen, der ihn dabei gefilmt hatte.
Nach seiner Ernennung zum Agrarminister 2023 erklärte er öffentlich, er bezweifele den Klimawandel: „Es gibt Momente, in denen der Regen günstig ist, und andere Male nicht, das sollten wir nicht als Klimawandel betrachten“ und in Paraguay habe es schon immer Dürren und Überschwemmungen gegeben.
Im selben Jahr traf sich Giménez mit Vertretern des fiktiven Staates „United States of Kailasa“, die versprachen, die Landwirtschaft in Paraguay mit Hilfsprojekten zu unterstützen, um über die Aufnahme diplomatischer Beziehungen zu beraten. Anschließend unterschrieb ein Mitarbeiter seines Ministeriums eine Absichtserklärung mit dem nicht-existenten Land. Das Landwirtschaftsministerium war aus Inkompetenz auf die Fake-Website eines indischen Gurus hereingefallen.
Kurz danach erklärte er bei einer Kundgebung von Landwirten in Asunción, die für ihren Sektor mehr staatliche Förderung verlangten, dass sie, wenn sie diese benötigten, einfach nur keine Ahnung hätten, wie Landwirtschaft betrieben wird. Ihnen fehlen aber oft die finanziellen Mittel zur Anschaffung von landwirtschaftlichen Maschinen.
Auf besondere Kritik in den sozialen Medien stieß seine Rede im Februar 2024 vor den Schülern einer Berufsschule für Landwirtschaft in Santa Rosa del Aguaray im Departamento San Pedro. Aufgrund der Nachlässigkeit der zuständigen Behörden sind deren Toilettenräume und das Wohnheim wegen Einsturzgefahr seit mehreren Jahren geschlossen. Giménez sah jedoch an anderer Stelle Handlungsbedarf. Er sagte, dass er an Landwirtschaftsschulen keine Schüler mit „homosexuellen Tendenzen“ haben wolle, dies sei ein Problem. Nach den scharfen Reaktionen im Netz legte er noch nach und behauptete, eine Person mit homosexueller Tendenz sei nicht geeignet, an einer staatlichen Landwirtschaftsschule zu studieren. Es gebe ja nur Toiletten für Jungen und Mädchen. Er wolle damit die Schüler vor „Perversen“ schützen.
Bei einem Staatsbesuch in Spanien erklärte der paraguayische Präsident Santiago Peña, Giménez’ Erklärungen drückten in keiner Weise die Haltung der Regierung aus und er bedauere die Worte seines Ministers, wolle diesen aber nicht entlassen, da er ein Experte auf dem Gebiet der Landwirtschaft sei. Er beteuerte, dass die Rechte aller Paraguayer in der Verfassung des Landes verankert seien. Giménez entschuldigte sich daraufhin für seine Äußerungen und stellte klar, es gebe und werde keine Diskriminierung gegen niemanden geben.
Als sich ihm einige Tage später bei einer öffentlichen Veranstaltung eine Journalistin näherte, beschimpfte er sie mit den Worten: „Stellen Sie mir keine dämlichen Fragen!“